# Paus Johannes XII
Paus Johannes XII, geboren als Octavianus (Rome, ca. 937 - aldaar, 14 mei 964) was de buitenechtelijke zoon van de machtige senator Alberik II van Spoleto, die geruime tijd in Rome de scepter zwaaide. Alberic zorgde ervoor dat zijn zoon tot paus werd gekozen.
Johannes XII werd op 18-jarige leeftijd paus in 955 en hield zich vooral bezig met de jacht zowel op wild als op vrouwelijk schoon. Hij kwam al gauw in conflict met de adel van Italië, onder meer met Pandulf I, prins van Capua-Benevento.
Hij zocht steun bij de koning van Duitsland, Otto I en zorgde ervoor dat deze tot keizer gekroond werd, nadat de keizerstroon 38 jaar vacant was geweest. Otto beloonde hem met het Ottonianum, dat een flinke versterking van de pauselijke macht inhield.
De keizer besefte echter dat deze paus onbetrouwbaar was. Dat bleek al gauw toen Johannes achter zijn rug betrekkingen trachtte aan te knopen met zijn vijand, de keizer van Byzantium. Daarop liet Otto de paus afzetten en eiste dat voortaan geen paus meer verkozen werd zonder zijn goedkeuring. Johannes ontsnapte echter en nam weer plaats op de troon van Petrus. Hij stierf enige tijd later, naar verluidt in het bed van een getrouwde vrouw, vermoord door haar jaloerse man.

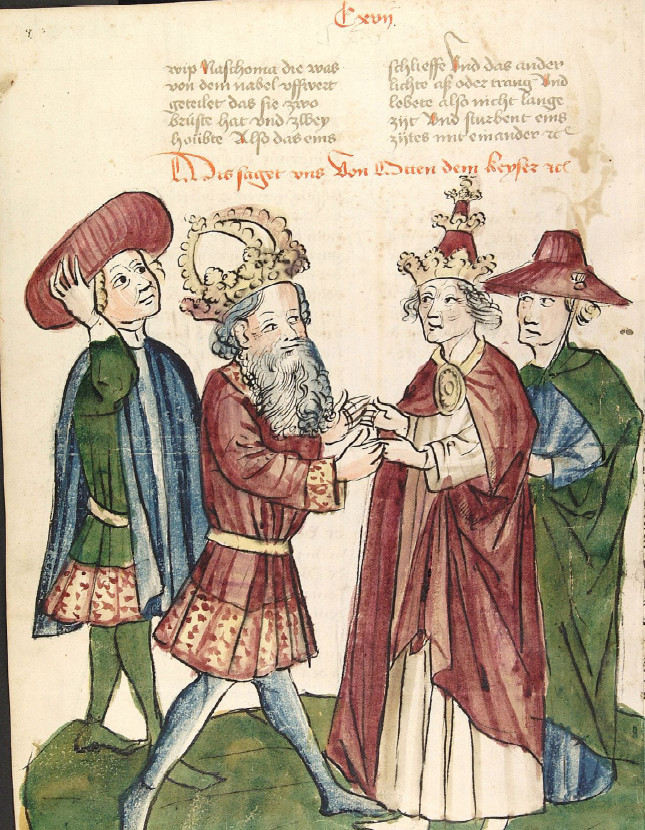
Keizer Otto I begroet paus Johannes XII (onbekende kunstenaar, rond 1450)

Cursief: tegenpaus